# Газахский городской стадион
Газахский городской стадион (азерб. Qazax şəhər stadionu) — центральный футбольный стадион в азербайджанском городе Газах. Является домашней ареной для клуба Первого Дивизиона чемпионата Азербайджана — ФК Гёязань (Газах).

## Географическое положение
Стадион расположен по адресу: город Газах, улица Самеда Вургуна, 6/3, AZ3502.

## История
Данный стадион является одним из главных спортивных объектов Газахского района Азербайджана, наряду с Олимпийским спорткомплексом, двумя плавательными бассейнами и Шахматным центром.

## Интересные факты
В 2013 году территория стадиона имени Анатолия Банишевского была выбрана в качестве места, для проведения предвыборных агитаций и встреч с избирателями, в преддверии президентских выборов в Азербайджане.